# Гозита (Ђенова)
Гозита је насеље у Италији у округу Ђенова, региону Лигурија.
Према процени из 2011. у насељу је живело 18 становника. Насеље се налази на надморској висини од 431 м.